# Операция «Родопы» (1967)
«Родопы-67» — совместные военные учения вооружённых сил СССР, НРБ и СРР, проходившие 20—27 августа 1967 года на территории Болгарии и в западной части акватории Чёрного моря.

## Предшествующие события
21 апреля 1967 года в Афинах произошёл военный переворот — к власти пришли так называемые «чёрные полковники» (хунта под руководством Георгиоса Пападопулоса), настроенные резко антикоммунистически.
Социалистическая Народная Республика Болгария, предположительно, могла стать объектом агрессии со стороны Греции на волне милитаристских и антикоммунистических настроений греческой хунты, принявших вид определённой заинтересованности в пересмотре существующей греческо-болгарской границы.
В связи с осложнением военно-политической обстановки в непосредственной близости от границ Болгарии, было принято решение о проведении военных учений на территории Болгарии.

## Ход событий
Руководителем учений являлся министр народной обороны НРБ генерал армии Добри Джуров, в учениях принимали участие советские, болгарские и румынские части. Также на учениях присутствовали делегаты ВНР, ГДР, ПНР, ЧССР и наблюдатели от ЮНА.
Целью учений были официально объявлены проверка состояния боеготовности войск и флотов, совершенствование методов организации взаимодействия между союзными войсками и флотами, форм и способов ведения боевых действий.
Со стороны Советского Союза в учениях принимали участие подразделения воздушно-десантных войск и морской пехоты:
- 106-я гвардейская воздушно-десантная дивизия[4]
- 309-й отдельный батальон морской пехоты Черноморского флота ВМФ СССР
- 48-я стрелковая дивизия

В районе учений присутствовал командующий ВДВ генерал армии В. Ф. Маргелов.
Воздушно-десантные подразделения Советской Армии были переброшены по воздуху в Родопские горы вместе с имеющейся у них на вооружении тяжёлой техникой и противотанковыми средствами.
Морская пехота Черноморского флота СССР, также с имеющейся тяжёлой техникой, после высадки на побережье совершила 300-километровый марш к месту учений.
Непосредственно в ходе учений было произведено отражение танковой атаки «противника» с боевыми стрельбами — причём, по некоторым сведениям, на технику условного противника специально были нанесены опознавательные знаки вооружённых сил Греции.
26—27 августа 1967 года участники учений приняли участие в праздничных мероприятиях на вершине Столетова по случаю 90-летия обороны Шипки.
27 августа 1967 года в Пловдиве состоялся военный смотр войск, принимавших участие в учениях.